# 神様のボート
『神様のボート』（かみさまのボート）は、江國香織による日本の小説。1999年7月に新潮社から発刊された。2013年にNHK BSプレミアムでテレビドラマ化された。第13回山本周五郎賞候補作。

## テレビドラマ
2013年3月10日から2013年3月24日までNHK BSプレミアムより毎週日曜22:00 - 22:49に放送された。全3回。主演の宮沢りえは日本テレビ系『ロマンス』以来14年ぶりの連続ドラマ主演となる。

### キャスト
- 野島葉子：宮沢りえ - W不倫の末に出産した草子と共に、姿を消した哲哉を待ち続ける母親。
- 沢木哲哉：藤木直人 - 葉子とのW不倫の末に、再会することを葉子と約束し姿を消す。
- 野島草子：小林里乃・森川葵 - 葉子の娘。
- 桃井：石橋凌 - 音楽大学教授。教え子である葉子と結婚するが、不倫されてしまう。
- 野島寛：中原丈雄 - 葉子の父親。
- 野島美津子：丘みつ子 - 葉子の母親。
- 朝倉真治：丸山智己 - 葉子が働くバー「hull」の常連客。
- 田沼：大高洋夫 ‐ バー「hull」の常連客
- 佐伯：小須田康人 ‐ レストラン＆バー「hull」店長。
- 見上：姜暢雄 - 美容師。
- 山城：内田朝陽 - 逗葉中学校の美術教師。
- 佐藤：遠藤たつお ‐ 逗葉中学校の進路指導教師。
- 沢木美沙：山崎直子 - 沢木の妻。
- 泉晶子 ‐ 美沙の母親。
- 並樹史朗 ‐ 美沙の父親。
- 徳田：でんでん ‐ まぐろ遠洋漁船会社水産の課長。
- 根岸季衣 ‐ バー「Agora」ママ。
- 池ノ内孝 - ギターショップ「RimShot」社長。

### スタッフ
- 原作：江國香織「神様のボート」（新潮社刊）
- 脚本・演出：源孝志
- 音楽：中島ノブユキ
- 音楽監修：石岡久乃
- プロデューサー: 梶野祐司（ホリプロ）

### 使用楽曲
- テーマソング「きよしこの夜」アン・サリーと畠山美由紀のデュエット曲、『Hallelujah』(2003/12)に収録
- エンディングテーマ「ハレルヤ」畠山美由紀

### 放送日程
| 話数 | サブタイトル | 初回放送日 |
| --- | ------------ | ---------- |
| 第1回 | 洗礼         | 3月10日    |
| 野島葉子は9歳の娘・草子とともに、町から町へと引越しを繰り返していた。今回も、越してきた海辺にある町に別れを告げようとする。葉子が引越を繰り返す理由は10年前、20代の葉子は音楽大学の教授・桃井と結婚していたが沢木哲哉と恋愛関係を持ってしまう。葉子と哲哉は駆け落ちするが過酷な運命が2人を待ち受ける。                     |              |            |
| 第2回 | 巡礼         | 3月17日    |
| 哲哉が葉子の元を去ったとき、葉子は妊娠していた。葉子はひとりでの生活を始めるが、桃井は葉子を見つけ出し復縁を申し出る。葉子は復縁の話を申し受け、出産した娘・草子とともに3人の生活を始める。しばらくして葉子は、去っていった哲哉と会うために草子を連れ、再び桃井の元から離れる決断をする。                                  |              |            |
| 第3回 | 聖地         | 3月24日    |
| 中学生になった草子は、引っ越しを繰り返す生活に嫌気を感じ母に不満を募らせる。いつか哲哉に出会えると信じ、父を待ち続ける母の姿を尻目に母と娘の溝は深くなっていく。10番目の町に引っ越したある日、草子は部屋で美容師・見上と会う。見上は昔、葉子の髪を切ったことがあるという。見上との出会いで物語が大きく進展することになる。 |              |            |